# Rui Palhares
Rui Manuel Lima Correia Palhares, noto semplicemente come Rui Palhares (Évora, 4 novembre 1954), è un ex calciatore portoghese, di ruolo centrocampista.

## Carriera

### Club
Conta più di 220 presenze nella massima serie del campionato portoghese di calcio.

### Nazionale
Ha collezionato 6 presenze con la propria nazionale tra il 1981 e il 1985.

## Statistiche

### Cronologia presenze e reti in nazionale
| Cronologia completa delle presenze e delle reti in nazionale ― Portogallo | Cronologia completa delle presenze e delle reti in nazionale ― Portogallo | Cronologia completa delle presenze e delle reti in nazionale ― Portogallo | Cronologia completa delle presenze e delle reti in nazionale ― Portogallo | Cronologia completa delle presenze e delle reti in nazionale ― Portogallo | Cronologia completa delle presenze e delle reti in nazionale ― Portogallo | Cronologia completa delle presenze e delle reti in nazionale ― Portogallo | Cronologia completa delle presenze e delle reti in nazionale ― Portogallo |
| Data                                                                      | Città                                                                     | In casa                                                                   | Risultato                                                                 | Ospiti                                                                    | Competizione                                                              | Reti                                                                      | Note                                                                      |
| ------------------------------------------------------------------------- | ------------------------------------------------------------------------- | ------------------------------------------------------------------------- | ------------------------------------------------------------------------- | ------------------------------------------------------------------------- | ------------------------------------------------------------------------- | ------------------------------------------------------------------------- | ------------------------------------------------------------------------- |
| 15-4-1981                                                                 | Porto                                                                     | Portogallo                                                                | 1 – 1                                                                     | Bulgaria                                                                  | Amichevole                                                                | -                                                                         | 79’                                                                       |
| 20-1-1982                                                                 | Atene                                                                     | Grecia                                                                    | 1 – 2                                                                     | Portogallo                                                                | Amichevole                                                                | -                                                                         |                                                                           |
| 24-3-1982                                                                 | Lugano                                                                    | Svizzera                                                                  | 2 – 1                                                                     | Portogallo                                                                | Amichevole                                                                | -                                                                         |                                                                           |
| 5-5-1982                                                                  | São Luís                                                                  | Brasile                                                                   | 3 – 1                                                                     | Portogallo                                                                | Amichevole                                                                | -                                                                         |                                                                           |
| 8-6-1983                                                                  | Coimbra                                                                   | Portogallo                                                                | 0 – 4                                                                     | Brasile                                                                   | Amichevole                                                                | -                                                                         | 60’                                                                       |
| 12-10-1985                                                                | Lisbona                                                                   | Portogallo                                                                | 3 – 2                                                                     | Malta                                                                     | Qual. Mondiali 1986                                                       | -                                                                         | 46’                                                                       |
| Totale                                                                    |                                                                           | Presenze                                                                  | 6                                                                         |                                                                           | Reti                                                                      | 0                                                                         |                                                                           |